# Karlstraße 1, 2/3, 4 (Eilenburg)

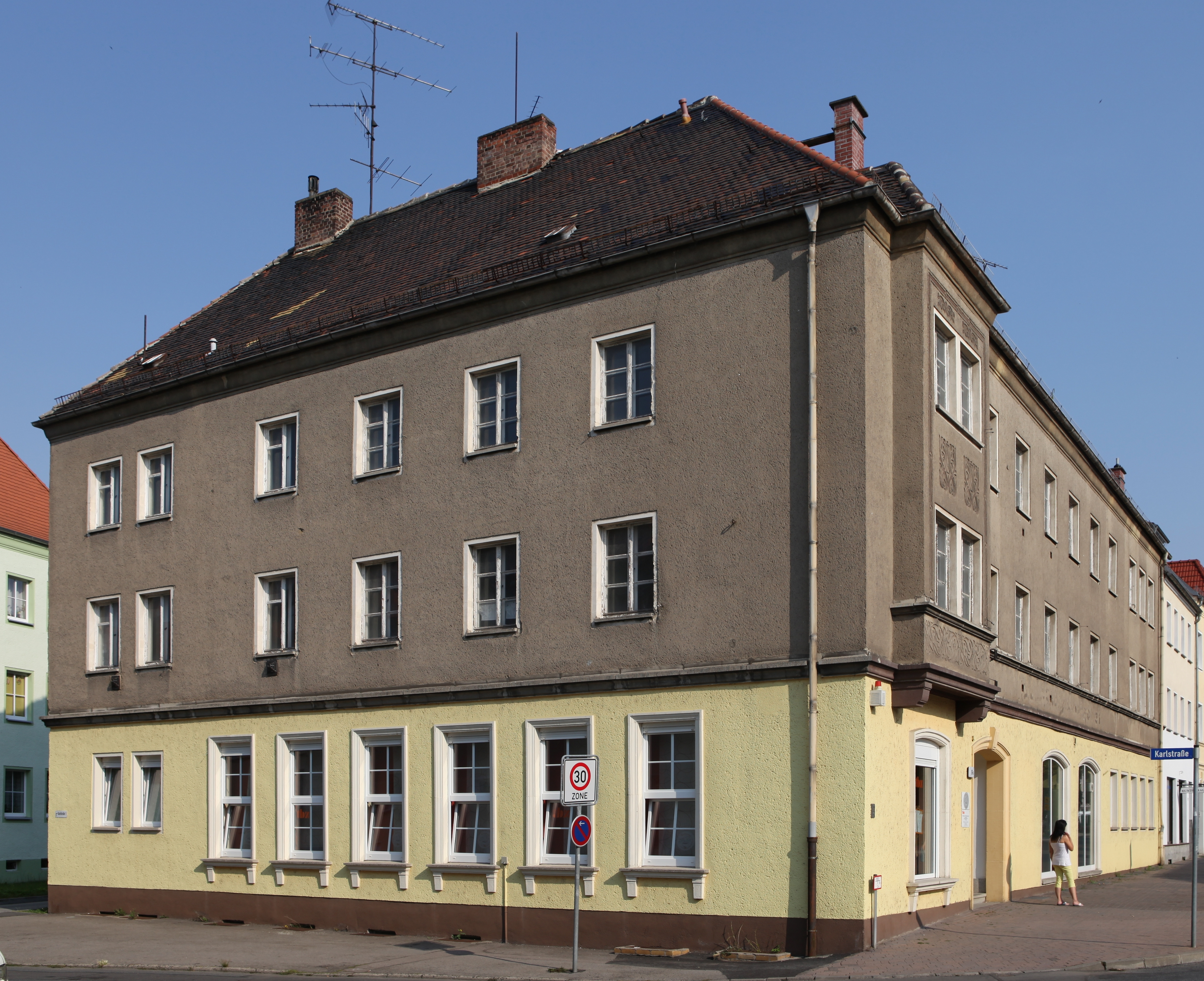
Das Wohn- und Geschäftshaus Karlstraße 1/Rinckartstraße 9a.

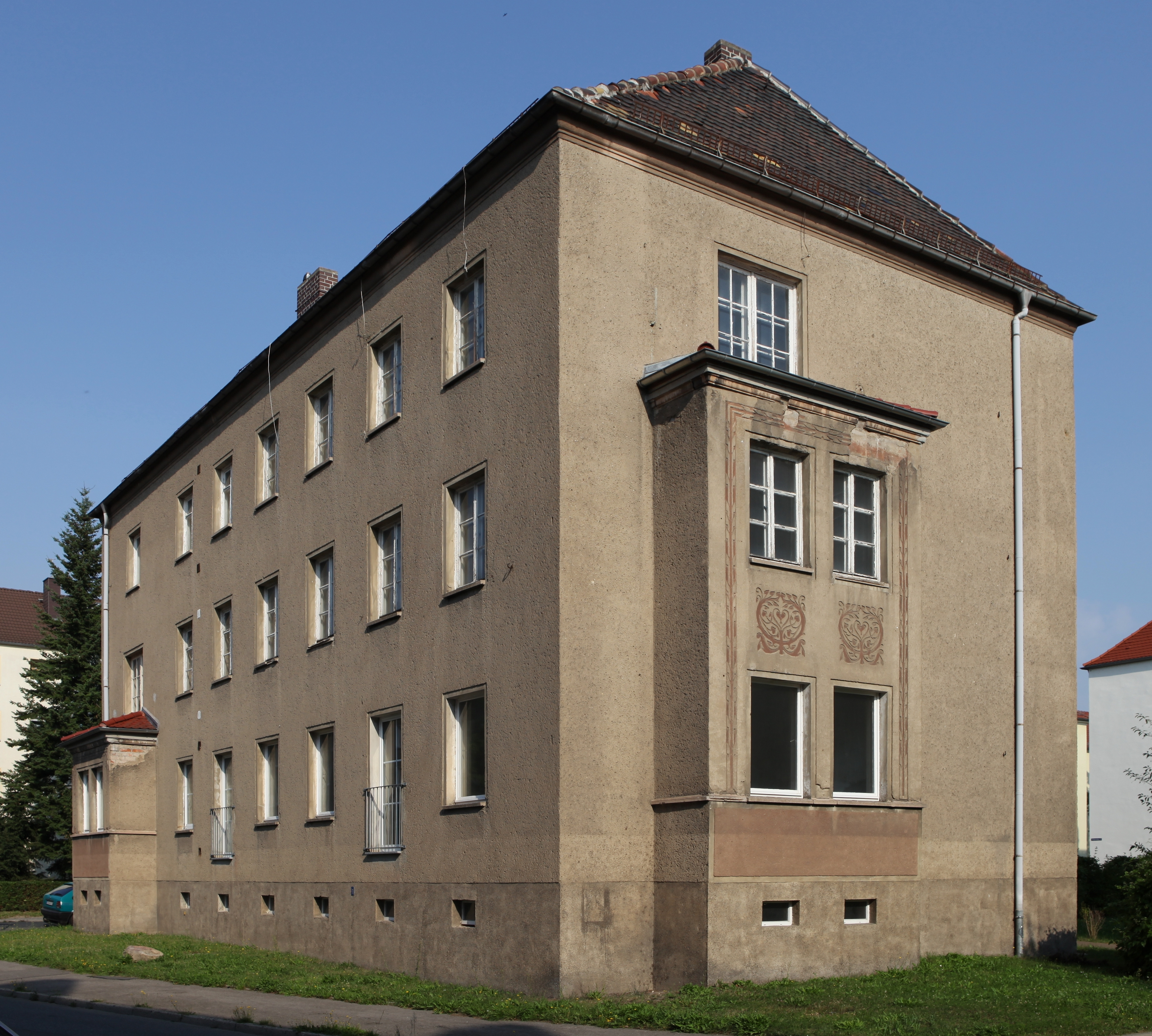
Das leerstehende Wohnhaus Karlstraße 4 in originaler Erscheinung.

Die Gebäude Karlstraße 1, 2/3 und 4 bilden die nördliche Straßenrandbebauung der Karlstraße im Stadtzentrum von Eilenburg, die nach ihrer Zerstörung im April 1945 in den 1950er Jahren wieder aufgebaut wurde. Die drei Gebäude sind eingetragenes Kulturdenkmal in der Denkmalliste des Landesamtes für Denkmalpflege Sachsen.

## Geschichte
Die Gebäude der nördlichen Karlstraße stammen wie die der benachbarten Rinckartstraße aus der Mitte der 1950er Jahre, die im Rahmen des Nationalen Aufbauwerks errichtet wurden. Sie gingen nach dem Ende der DDR in das Eigentum der städtischen Wohnungsbau- und Verwaltungsgesellschaft (EWV) über. Während das Gebäude Karlstraße 2/3 umfassend saniert und mit Balkonen versehen wurde, fanden am Gebäude Karlstraße 1 bisher nur geringfügige Erneuerungen statt. Das Gebäude Karlstraße 4 präsentiert sich in weitgehend originaler Erscheinung und steht zurzeit leer.

## Baubeschreibung
Karlstraße 1
Wohn- und Geschäftshaus Karlstraße 1 bildet in baulicher Einheit zur Rinckartstraße 9a die Eckbebauung Rinckart-/Karlstraße. Die Schaufenster und der Eingangsbereich mit ihren schlicht profilierten Faschen verfügen über Segmentbögen. Die Faschen der Fenster im Erdgeschoss zur Karlstraße mit ihren dekorativen Tragsteinen sind ebenso schlicht profiliert. Ein Gurtgesims trennt das Erdgeschoss von den darüber liegenden Wohngeschossen. Hin zur Rinckartstraße kommt zudem ein Fenstergesims im ersten Obergeschoss zur Ausführung. Über dem linken Schaufenster in der Rinckartstraße befindet sich ein auf zwei Konsolen ruhender Erker, der mit einem im Karree wiederkehrenden zeittypischen Muster verziert ist und in einem kleinen Walm in der Dachkonstruktion aufgeht. Das Walmdach kommt bis auf einige kleine Dachluken und drei gemauerte Schornsteine ohne Aufbauten aus. Das noch weitgehend unsanierte Haus verfügt im ersten und zweiten Obergeschoss noch über die originalen in Holz gerahmten zweifach gesprossten Doppelfenster.
Karlstraße 2/3
Das ausschließlich als Wohnhaus genutzte dreigeschossige Gebäude Karlstraße 2/3 befindet sich in offener Bebauung. Die Eingänge zum Haus befinden sich hofseitig. Auch hier befindet sich ein in wiederkehrender Art gebauter Erker an der Südseite. In jüngster Vergangenheit wurden am Gebäude Balkone angebracht. Das Haus verfügt über ein Walmdach.
Karlstraße 4
Das heute leer stehende dreigeschossige Mietshaus Karlstraße 4 in Eckbebauung zur Rollenstraße ist das einzige in fast originaler Erscheinung erhaltene Gebäude der 1950er Jahre in Eilenburg. An ihm befindet sich an der östlichen Fassade eine bis ins erste Obergeschoss reichende Auslucht. An der straßenseitigen Fassade in der Hochparterre befinden sich zwei französische Balkone und ein weiterer bis ins Hochparterre reichende Standerker. Auch hier ist das wiederkehrende Muster der Erkergestaltung verwendet worden. In den Obergeschossen sind noch die originalen Sprossenfenster erhalten. Das Dachgesims trägt ein einfaches Walmdach ohne besondere Aufbauten. Eine Hälfte der Nordfassade wurde in den 2000er Jahren saniert, da das an dieser Stelle angebaute Nachbarhaus (Rollenstraße 21/22) abgebrochen wurde.